# District de Mahabo
Le district de Mahabo est un district de la région de Menabe situé dans l'ouest de Madagascar.